# Lay Lady Lay
Lay Lady Lay  é uma canção do cantor e compositor Bob Dylan, lançada em 1969.
A canção seria tema do filme Midnight Cowboy, de John Schlesinger, mas não foi finalizada a tempo e acabou substituída por Everybody´s talkin (de Fred Neil, amigo de Dylan). 
Como outras gravações desse trabalho, "Lay Lady Lay" foi gravada em um tom baixo e suave, diferente da voz aguda e anasalada associada aos trabalhos anteriores de Dylan. Ele contou que sua "nova voz" era efeito de ter parado de fumar antes de gravar a canção.
Foi lançada tanto como single (em julho de 1969) quanto no álbum de estúdio Nashville Skyline (em abril do mesmo ano). 

## Regravação
Lay Lady Lay converteu-se em um dos maiores êxitos de Dylan, tendo sido regravado por diversos artistas, como Cher, Neil Diamond, The Byrds, Duran Duran, The Isley Brothers e Ministry. Cher trocou "lady" por "baby".